# Vasilați, Călărași
Vasilați este satul de reședință al comunei cu același nume din județul Călărași, Muntenia, România.